# Penina Tamanu
Penina Tamanu-Szata (hebr.: פנינה תמנו-שטה, ang.: Penina Tamanu-Shata, Pnina Tamano-Shata, ur. 1981 w Wuzabie w Etiopii) – izraelska polityk, Felaszka, w latach 2013–2015 i od 2019 poseł do Knesetu. Od 2020 minister absorpcji imigrantów.
W wyborach parlamentarnych w 2013 po raz pierwszy dostała się do izraelskiego parlamentu, z listy Jest Przyszłość. W 2015 utraciła miejsce w parlamencie, ostatecznie jednak znalazła się w składzie dwudziestego Knesetu 9 lutego 2018, kiedy zastąpiła Ja’akowa Periego. W wyborach w kwietniu 2019 uzyskała reelekcję z koalicyjnej listy Niebiesko-Biali.